# 7631 Vokrouhlický
7631 Vokrouhlický eller 1981 WH är en asteroid i huvudbältet som upptäcktes den 20 november 1981 av den amerikanske astronomen Edward L.G. Bowell vid Anderson Mesa Station. Den är uppkallad efter David Vokrouhlický.
Asteroiden har en diameter på ungefär 4 kilometer.